# プロヴディフ
プロヴディフあるいはプロブディフ（ブルガリア語:Пло̀вдив / Plovdiv）は、ブルガリア中部に位置するブルガリア第2の都市、およびそれを中心とした基礎自治体であり、プロヴディフ州の州都である。その人口は2010年3月時点の推計で376,103人であり、ブルガリアでは首都のソフィアに次いで2番目に大きい。
プロヴディフは新石器時代に遡る、6千年に及ぶ歴史を有しており、紀元前4千年ごろの居住跡が見つかっている。
街にはプロヴディフ基礎自治体および隣接するロドピ基礎自治体、マリツァ基礎自治体の行政府が置かれている。プロヴディフはプロヴディフ州の州都であり、ブルガリアのNUTS-2の地域区分であるユジェン・ツェントラレン（南中部）の中心都市、北トラキア地方で最大の都市であり、国境を超えた歴史的なトラキア地方の中心都市である。街は経済、交通、文化および教育の重要拠点となっている。プロヴディフは、国際プロヴディフ・フェア（International Fair Plovdiv）、国際演劇フェスティバル「スツェナ・ナ・クルストルト」（Сцена на кръстопът）、テレビ・フェスティバル「ズラトナタ・ラクラ」（Златната ракла）などの、国際的な文化的・経済的催し物の主催地となっている。
歴史的なギリシャ語呼称である「フィリッポポリス」の名でも知られ、古代ローマに征服されローマ都市となる前はトラキア人が居住していた。中世でも、その戦略的重要性は高く、東ローマ帝国とブルガリア帝国との間で度々支配者が入れ替わった。14世紀にはオスマン帝国の手にわたる。1878年には、オスマン帝国の一部として新設された東ルメリ自治州の州都となり、1885年のブルガリア統一によってブルガリア公国の一部となった。
プロヴディフは、マリツァ川の両岸に広がるプロヴディフ平原の南部に位置している。歴史的に、7つの閃長岩の丘の上に築かれ、そこから発達してきた。7つある丘は大きいもので250メートルの高さがある。これらの丘にちなんで、プロヴディフは「7つの丘の街」と呼ばれる。ローマ劇場、円形競技場、地下遺跡エイレーネーをはじめとして、多くの古代遺跡が街中にみられる。

## 呼称
プロヴディフは長い歴史の中で様々な名前で呼ばれてきた。はじめトラキア人の居住地であった頃は「エウモルピアス」（Eumolpias）と呼ばれていた。紀元前342年-341年にかけてピリッポス2世がこの地域を征服した後、その呼称は「フィリッポポリス」（ギリシャ語:Φιλιππούπολις / Philippoupolis）と改められた。後にはこれをトラキア語に訳した「プルプ＝デヴァ」（Pulpu-deva）も用いられるようになった。やがてローマ人がこの地を手にすると、街は「3つの丘」を意味する「トリモンティウム」（ラテン語:Trimontium）へと改められた。
中世には、東ローマ帝国の統治下では「フィリッポポリス」と呼ばれ、ブルガリア帝国の統治下では、以前のトラキア語呼称を古代ブルガリア語化して「プルディン」（Пълдин / Paldin）あるいは「プルヴディフ」（Плъвдив / Plavdiv）と呼ばれるようになった。オスマン帝国の統治下では、「フィリッポポリス」をトルコ語化して「フィリベ」（Filibe）と呼ばれた。20世紀初頭の西ヨーロッパでは再び「フィリッポポリス」の名で知られるようになった。
小惑星・3860 プロヴディフはこの街にちなんで命名された。この小惑星はブルガリア人の天文学者ヴィオレタ・イヴァノヴァ（Violeta G. Ivanova）によって1986年8月8日に発見された。サウス・シェトランド諸島・リヴィングストン島（Livingston Island）のプロヴディフ峰（Plovdiv Peak）も、プロヴディフにちなんで命名されている。

## 地理
プロヴディフはマリツァ川の両岸に広がり、ブルガリアの首都ソフィアから南東におよそ152キロメートルのところにある。街は、上トラキア平原西部に形成された沖積平野であるプロヴディフ平原の南部に位置している。北西にはスレドナ・ゴラ山脈がそびえ立ち、東にはチルパン高地、南はロドピ山脈があり、3方を高地に取り囲まれている。街ははじめマリツァ川の南岸に形成され、20世紀に川を超えて北岸にまで拡大していった。現代のプロヴディフの市街地は100平方キロメートル程度であり、ブルガリアの国土の0.1%よりも小さい。プロヴディフはブルガリアの中で最も人口密度の高い街となっており、人口密度は3,769人/平方キロメートルとなっている。
街には6つの閃長岩の丘があり、まとめて「テペタ」と呼ばれている。20世紀初頭までは、7つめの丘が存在していたが、マルコヴォ・テペ（Марково тепе / Markovo tepe）と呼ばれていたこの丘はその後取り壊され、街の建造に使われた。この他の6つの丘は、それぞれジェンデム・テペ（Джендем тепе / Dzhendem tepe）、ブナルジク（Бунарджик / Bunardzhik）、サハト・テペ（Сахат тепе / Sahat tepe）、ネベト・テペ（Небет тепе / Nebet tepe）、ジャンバス・テペ（Джамбаз тепе / Dzhambaz tepe）、タクシム・テペ（Таксим тепе / Taksim tepe）と呼ばれる。このうち最後の3つの丘によってトリフルミエ（Трихълмие / Trihalmie、「3つの丘」）地区を形成している。この地区は街の中心を形作っており、古代ローマ時代の都市名「トリモンティウム」の由来となっている。

### 気候
温帯に属しており、地中海からの影響を受けている。気温は夏と冬で開きが大きい。夏は通常、極めて暑く、乾燥している。平均的に、1年間に摂氏30度を超える日が38日、摂氏40度を超える日が7日ある。冬は通常寒いが、時折地中海からの影響を受けて気温が上昇することがあり、その時はほんの数日の間だけ突発的に気温が上昇する。冬は寒く、大陸性気候の特徴となる。年間平均気温は12.3度である。
年間の平均最高気温は20.6度、7月の平均最高気温は32.3度であり、観測史上の最高記録は2007年6月に観測された46度である。平均最低気温は6.5度、1月の平均最低気温は-3度であり、観測史上の最低記録は-31.7度である。平均湿度は73%であり、12月は最も平均湿度が高く86%、8月は最も低く62%となる。年間降水量は540ミリメートルであり、5月から6月が最も降水量が多く平均は66.2ミリメートル、8月は最も少なく平均は31ミリメートルとなる。積雪のある日数は平均で33日になる。積雪量の平均は2センチメートルから4センチメートルであり、多いときで6から13センチメートル程度となるが、時には70センチメートルから1メートルを超えることもある。街の周辺では風は弱く（風速は0から5メートル毎秒）、年間の95%は風速1メートルに満たない。冷涼な季節には、特にマリツァ川沿いで霧がよく発生する。平均的に、年間33日は霧あるいは靄がかかる。
プロヴディフの気候表:
| プロヴディフの気候          | プロヴディフの気候 | プロヴディフの気候 | プロヴディフの気候 | プロヴディフの気候 | プロヴディフの気候 | プロヴディフの気候 | プロヴディフの気候 | プロヴディフの気候 | プロヴディフの気候 | プロヴディフの気候 | プロヴディフの気候 | プロヴディフの気候 | プロヴディフの気候 |
| 月                          | 1月                | 2月                | 3月                | 4月                | 5月                | 6月                | 7月                | 8月                | 9月                | 10月               | 11月               | 12月               | 年                 |
| --------------------------- | ------------------ | ------------------ | ------------------ | ------------------ | ------------------ | ------------------ | ------------------ | ------------------ | ------------------ | ------------------ | ------------------ | ------------------ | ------------------ |
| 最高気温記録 °C （°F）      | 22 (72)            | 23 (73)            | 25 (77)            | 31 (88)            | 36 (97)            | 46 (115)           | 44 (111)           | 43 (109)           | 39 (102)           | 33 (91)            | 23 (73)            | 19 (66)            | 46 (115)           |
| 平均最高気温 °C （°F）      | 5 (41)             | 7 (45)             | 12 (54)            | 18 (64)            | 23 (73)            | 29 (84)            | 32 (90)            | 30 (86)            | 26 (79)            | 21 (70)            | 12 (54)            | 6 (43)             | 20.6 (69.1)        |
| 平均最低気温 °C （°F）      | −3 (27)            | −2 (28)            | 1 (34)             | 5 (41)             | 10 (50)            | 14 (57)            | 16 (61)            | 15 (59)            | 11 (52)            | 8 (46)             | 3 (37)             | −2 (28)            | 10.1 (50.2)        |
| 最低気温記録 °C （°F）      | −23 (−9)           | −25 (−13)          | −18 (0)            | −4 (25)            | 0 (32)             | 6 (43)             | 8 (46)             | 8 (46)             | 0 (32)             | −3 (27)            | −8 (18)            | −17 (1)            | −25 (−13)          |
| 降水量 mm （inch）          | 39 (1.54)          | 33 (1.3)           | 37 (1.46)          | 36 (1.42)          | 51 (2.01)          | 65 (2.56)          | 37 (1.46)          | 28 (1.1)           | 32 (1.26)          | 41 (1.61)          | 49 (1.93)          | 44 (1.73)          | 462 (18.19)        |
| 出典：Vremeto bg 2010-03-07 |                    |                    |                    |                    |                    |                    |                    |                    |                    |                    |                    |                    |                    |

## 歴史

### 古代

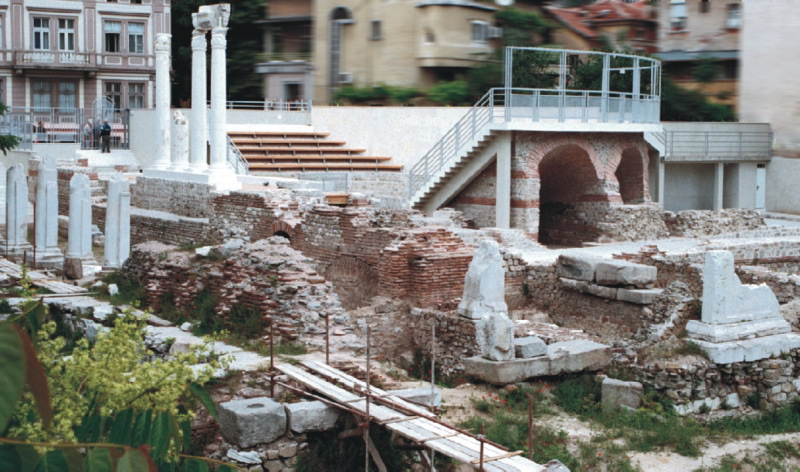
古代ローマ時代のオデオン。

プロヴディフにおける人の居住の歴史は、紀元前4千年ごろの新石器時代にまでさかのぼる。考古学者たちによって、新石器時代にさかのぼる陶磁器やその他の物品が発見されたことにより、少なくとも紀元前4千年紀の末には既にこの地に集落が形成されていたことがわかっている。マルケリヌス・アンミアヌスによると、青銅器時代以降の、書物に記された歴史の中で、プロヴディフはトラキア人の要塞として「エウモルピアス」の名で記されている。紀元前4世紀には交易市（パナギュレイス panegyreis と呼ばれる）の拠点となっていた。紀元前342年、アレクサンドロス3世の父であるピリッポス2世に征服され、街はピリッポポリス（Φιλιππόπολις / Philippopolis、「ピリッポスの街」の意味）と改称された。後に再びトラキア人の手にわたると、この呼称をトラキア語化したプルプ＝デヴァ（Pulpu-deva）の名で呼ばれるようになった。
紀元72年、ローマ人の将軍テレンティウス・ヴァロ・ルクルス（Terentius Varo Lukulus）によって征服され、ローマ帝国の版図に組み込まれ、街はトリモンティウム（Trimontium、「3つの丘の街」の意味）と呼ばれ、トラキア属州の中心都市（メトロポリス）として機能した。1世紀末には市としての地位を付与されている。トリモンティウムはローマ帝国における重要な交通の要衝となり、ルキアノスは「あらゆる都市の中で最も大きく、最も美しい」と評した。街はトラキア属州の州都とはならなかったものの、属州で最大かつ最も重要な都市となった。この時代、ミリタリス街道（Via Militaris、あるいはディアゴナリス街道）と呼ばれた、バルカン半島で最も重要な軍用道路がこの街を通過していた
ローマ時代には、街とその文化は大きく発展を見た。こんにち残される古代遺跡には、活気にあふれ、成長する街の様子をうかがい知れる数多くの公共施設や神殿、浴場、劇場などがみられる。街には発達した上水道および下水道が整備されていた。また、街は2重の城壁に取り囲まれ、守られていた。その一部は現在も保存されており、観光で見ることができる。現在のところ、古代都市の中で発掘されているのはごく一部に過ぎない。

### 中世
スラヴ人は6世紀中葉ごろにこの地域に住み着き、地域の民族構成を一変させた。681年に第一次ブルガリア帝国が建国されると、フィリッポポリスは東ローマ帝国の最前線を守る重要な要塞となった。812年にブルガリア帝国のクルム・ハーンによって征服されたが、完全にブルガリア帝国の領域に組み込まれたのは834年のマラミル・ハーンの時代であった。その後、ブルガリアの統治下に留まったのはわずかのことであり、855年-856年に東ローマによって再征服された。東ローマ帝国の統治下で、帝国の東部国境から持ち込まれたパウロ派が広まり、その一大拠点となった。フィリッポポリスでは、二元論の影響が広まってボゴミル派が形成される土壌が作り上げられた。ブルガリアのシメオン1世（893年-927年）の時代に、この街をはじめとする東ローマのバルカン半島の領地はほぼ全てブルガリアの手に落ちた。シメオンの息子・ペタル1世（927年-969年）の時代まで、この地はブルガリア帝国の統治下に留まった。
970年、東ローマと一時的な同盟関係の下にあったペタルは、北方から侵入するスヴャトスラフ1世と対峙していたが、ペタル指揮下の東ローマ軍はこの地で、スラブ人などによって構成されるスヴャトスラフの軍の前に壊走した。その後ブルガリアは弱体化し、この地は再び東ローマの手に落ちた。街は再びフィリッポポリスと呼ばれるようになり、東ローマ的特徴を強めていった。

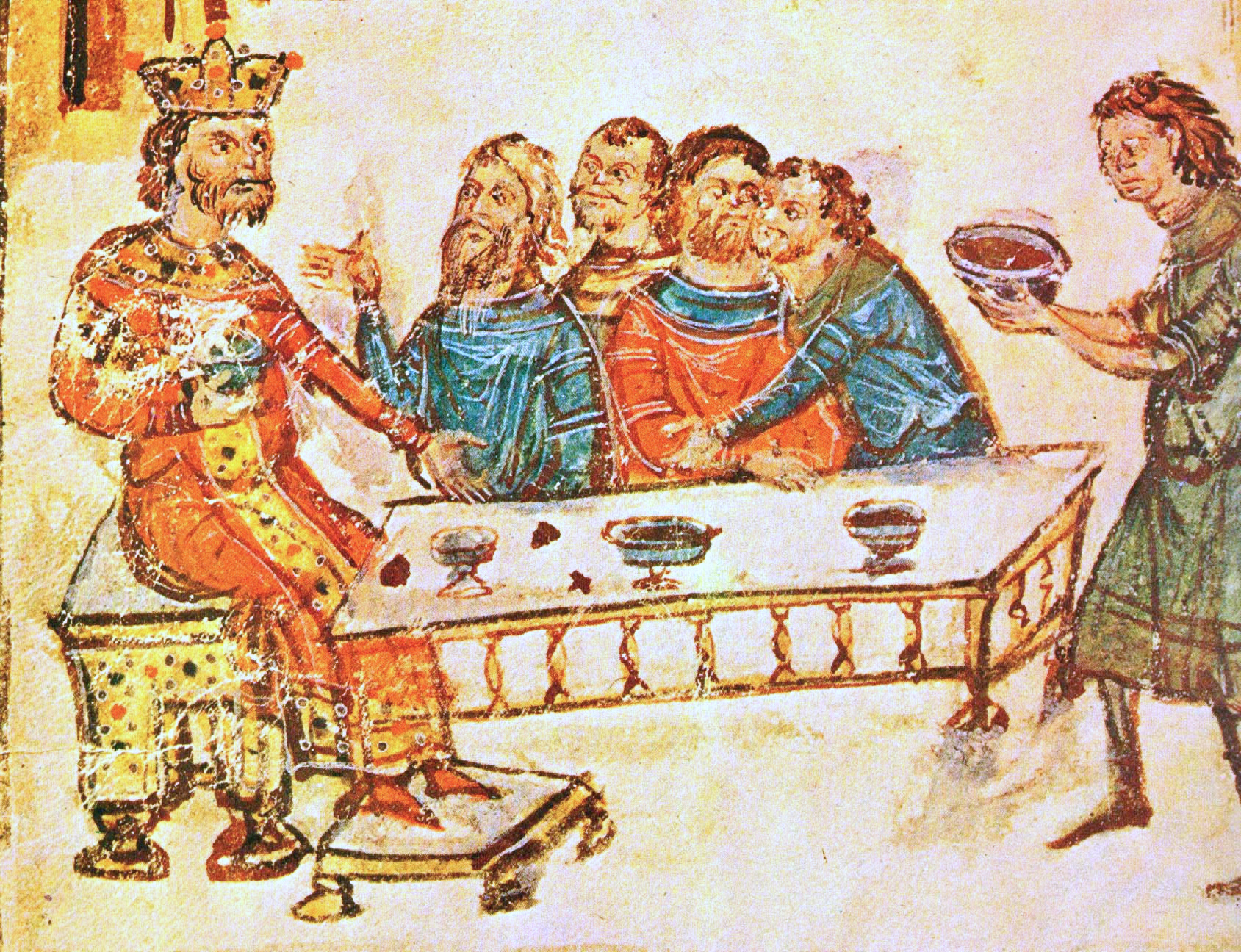
クルム・ハーンは、プロヴディフを統治下に収めた初のブルガリアの統治者である。

Aime de Varennesは1180年にこの街で、1300年前のアレクサンドロス大王とその後継者たちの業績を物語る東ローマの歌唱に出会っている。1204年には東ローマに代わってラテン帝国がこの地の支配者となったが、ブルガリア帝国のカロヤン・アセンが死去する1207年までの間、2度にわたって短期的にカロヤンによって占領された。1208年、カロヤンの後継者ボリルは、プロヴディフの戦いにてラテン帝国に敗北している。ラテン帝国の統治下では、プロヴディフはフィリッポポリス公国（Duchy of Philippopolis）の首都となり、公国はルニエ・ド・トリ（Renier de Trit）、次いでジェラール・ド・ストラン（Gerard de Strem）によって治められた。ブルガリア皇帝イヴァン・アセン2世の下、1225年から1229年までの間、再びブルガリア統治下となった。1263年、プロヴディフは東ローマ帝国に征服され、再びその統治下となった。その後、ゲオルギ2世テルテルによって征服される1322年までの間、東ローマの統治下に服した。1323年には再び東ローマの統治下となるが、ブルガリアのイヴァン・アレクサンダルが、ヨハネス6世カンタクゼノスの側について東ローマの皇帝内乱に介入し、その見返りとして1344年にはプロヴディフと他の8つの都市がブルガリアに与えられた。
1364年に、ララ・シャヒン・パシャ引きいるオスマン帝国軍は、プロヴディフを制圧した。トルコ人たちは街を「フィリベ」と呼んだ。1382年にオスマン帝国がソフィアを征服するまでの間、この地がオスマン帝国領ルメリアの中心地となった。プロヴディフはその後も、ブルガリア人の文化・伝統の拠点として生き続けた。「プロヴディフ」の呼称が初めて登場するのはこの頃であり、トラキア語での呼称「プルプ＝デヴァ」（プルプはピリッポス、デヴァは街を意味した）に由来している。はじめスラヴ人たちはこの街を「プルディン」（Пълдин / Pəldin）あるいは「プルヴディン」（Плъвдин / Pləvdin）と呼んでいた。

### 民族復興期

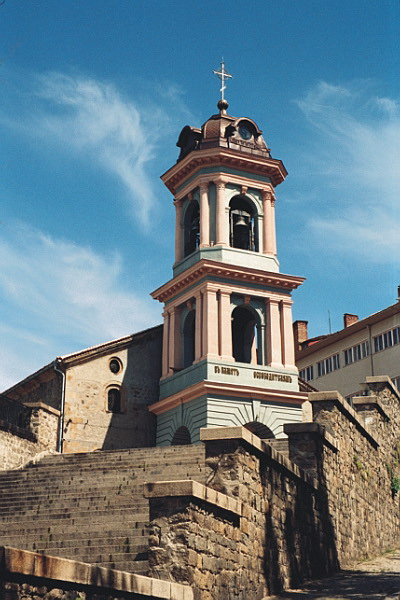
プロヴディフの生神女聖堂

オスマン帝国の統治下で、プロヴディフは帝国のルメリア東部におけるブルガリア民族復興運動の中心地となった。この時代、プロヴディフはイスタンブール、エディルネ、テッサロニキと並ぶ帝国の重要な経済拠点となっていた。この時代、裕福な市民たちは美しい家々を建てており、その多くは現在も旧市街に残されている。帝国の統治下では、1364年から1864年までルメリア州、1864年から1878年までエディルネ州に属し、その後東ルメリ自治州の州都となった。
この地は、ブルガリアの教会がギリシャの教会からの独立を勝ち取るための戦いの中で重要な役割を果たした。ナイデン・ゲロフ（Nayden Gerov）、ゲオルギ・ヴルコヴィッチ（Georgi Valkovich）、ヨアキム・グルエフ（Joakim Gruev）などの指導者の下、ブルガリアの文化的な独立を求める闘争が繰り広げられた。1836年、ブルガリアで初の学校が開校し、1850年には聖キリル・メフォディイ学校の開校によって現代的な世俗的教育が始まった。1858年5月11日には、初めて聖キリル・メフォディイの日が祝福された。この日は後に全国的な公定祝日となり、現在でも祝われている。1858年には生神女聖堂（Church of Virgin Mary）にて、オスマン帝国時代初期以来となるブルガリア語による奉神礼が復活した。1868年に学校は拡張され、初の小学校となった。ブルガリアの著名な知識人や政治家、精神的指導者らがこの学校を卒業している。
1878年のプロヴディフの戦い（Battle of Plovdiv）によって、街はオスマン帝国の直接支配から解放された。

### 東ルメリ自治州
1878年3月3日のサン・ステファノ条約では、ブルガリア公国の領土にはブルガリア人が多数を占める領土の大部分が含まれていた。プロヴディフは当時、最も多くのブルガリア人が居住し、繁栄していた都市であったため、公国の首都、ロシアによる暫定統治の首都として選ばれた。しかし、イギリスとオーストリア＝ハンガリー帝国はブルガリアの広大な領土を承服せず、露土戦争の最終的な決着はベルリン会議に持ち越された。ベルリン会議では、ブルガリア公国の領土とされた領域を複数の地域に分割した。その中で、ブルガリアの南部の領土の多くはオスマン帝国の東ルメリ自治州に属するとされ、プロヴディフは東ルメリ自治州の州都となった。オスマン帝国は憲法を制定し、知事を任命した。1985年1月1日の時点で、プロヴディフの人口は33,442人であり、うち16,725人はブルガリア人（50%）、7,144人はトルコ人（21%）、5,497人はギリシャ人（16%）、2,168人はユダヤ人（6%）、1,061人はアルメニア人（3%）、151人はイタリア人、112人はドイツ人、112人はロマ、80人はフランス人、61人はロシア人、その他の民族に属するのは304人であった。
1885年の春、ザハリ・ストヤノフ（Zahari Stoyanov）は秘密ブルガリア中央革命委員会をこの地で創設し、ブルガリアと東ルメリ自治州の統合を求めるプロパガンダを活発に行った。9月5日には、ゴリャモ・コナレ地区（現在のセアディネニエ地区 Saedinenie）にて、数百人の武装した反乱軍がプロヴディフの中心地に向けて行軍を始めた。5日から6日にかけての夜、ダナイル・ニコラエフ（Danail Nikolaev）指揮下の反乱軍は、街の支配権を確立し、庁舎から知事のガヴリル・クルステヴィッチ（Gavril Krastevich）を引きずり出した。ゲオルギ・ストランスキ（Georgi Stranski）を首班とする臨時政府が樹立され、総動員が発布された。セルビア・ブルガリア戦争においてセルビアが敗北すると、ブルガリアとオスマン帝国との間で合意が成立し、ブルガリア公国と東ルメリは共通の政府、議会、統治機構、軍を持つものとされた。9月6日は国家統一の日、およびプロヴディフの日として祝福されている。

### 近現代
ブルガリア統一の後、プロヴディフはブルガリアの首都ソフィアについで2番目に大きな都市となった。街で初めての鉄道は1874年に開通し、1888年には鉄道はソフィアと結ばれた。1892年には第1回ブルガリア・フェアの開催地となり、多くの国際的な参加を集めた。これは後の国際プロヴディフ・フェアへと継承されていった。オスマン帝国からの解放後、初のビール醸造所が設立された。
20世紀初頭、プロヴディフは製造業、商業の拠点として発展を遂げ、軽工業や食品産業が発達した。ドイツやフランス、ベルギーからの資本が投入され、プロヴディフは現代的な流通、金融、製造業の拠点へと変貌した。1939年の時点で、1万6千人の職人と1万7千人の工場労働者が製造業に従事しており、その中心は食品やタバコ加工であった。第二次世界大戦の時代、タバコ産業は大きく成長し、野菜や果物の輸出も伸びた。1943年、1500人のユダヤ人が、プロヴディフ大主教キリルによって強制収容所送りを免れた。キリルは後にブルガリア総主教となっている。
1956年4月6日、初のトロリーバス路線が開業し、1950年代にはトリモンツィウム・ホテルが建造された。1960年代から1970年代にかけては建設ブームとなり、多くの現代的な郊外地区が形作られた。1970年代から1980年代にかけて、旧市街に残された古代の遺品の発掘が終わり、旧市街が復興された。1990年には複合体育施設「プロヴディフ」が完成した。同施設には当時最大の競技場や、競漕用の池が含まれる。この時代、プロヴディフはブルガリアにおける民主化運動の発祥の地となり、1989年末には共産党による一党独裁体制が崩壊した。
プロヴディフは過去に3度の国際博覧会の主催地となっている（1981年、1985年、1991年）。

## 住民

### 人口
プロヴディフに現住所を持つ者の数は、2010年3月の時点で380,733人であり、ブルガリアで2番目の規模である。ブルガリア国立統計局によると、同時点で実際にプロヴディフに居住している者の数は376,103人と推定されている。プロヴディフの人口がヴァルナに越されたとする言説がいくつかあるが、いずれも公的な統計によって確認されたものではない
ブルガリア解放の時代には、プロヴディフの人口は24,053人で、当時のブルガリアでは最大であった。ブルガリア統一後もしばらくの間はブルガリアで最大の都市であったが、やがてソフィアの人口に追い抜かれた。1946年の国勢調査では、プロヴディフの人口は117,563人であり、ソフィアは487,000人であった。現在のプロヴディフの都市圏人口は575,298人であり、これもブルガリアで2番目の規模となっている。

### 民族と宗教

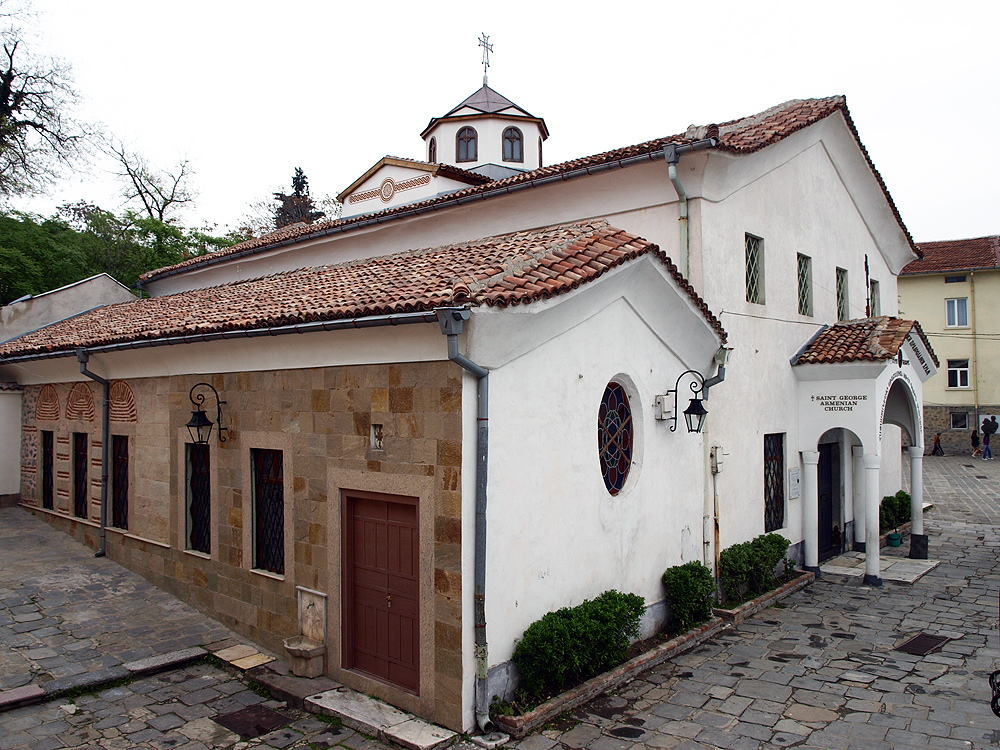
旧市街に建つ、アルメニア教会の聖ケヴォルク（ゲオルギ）聖堂

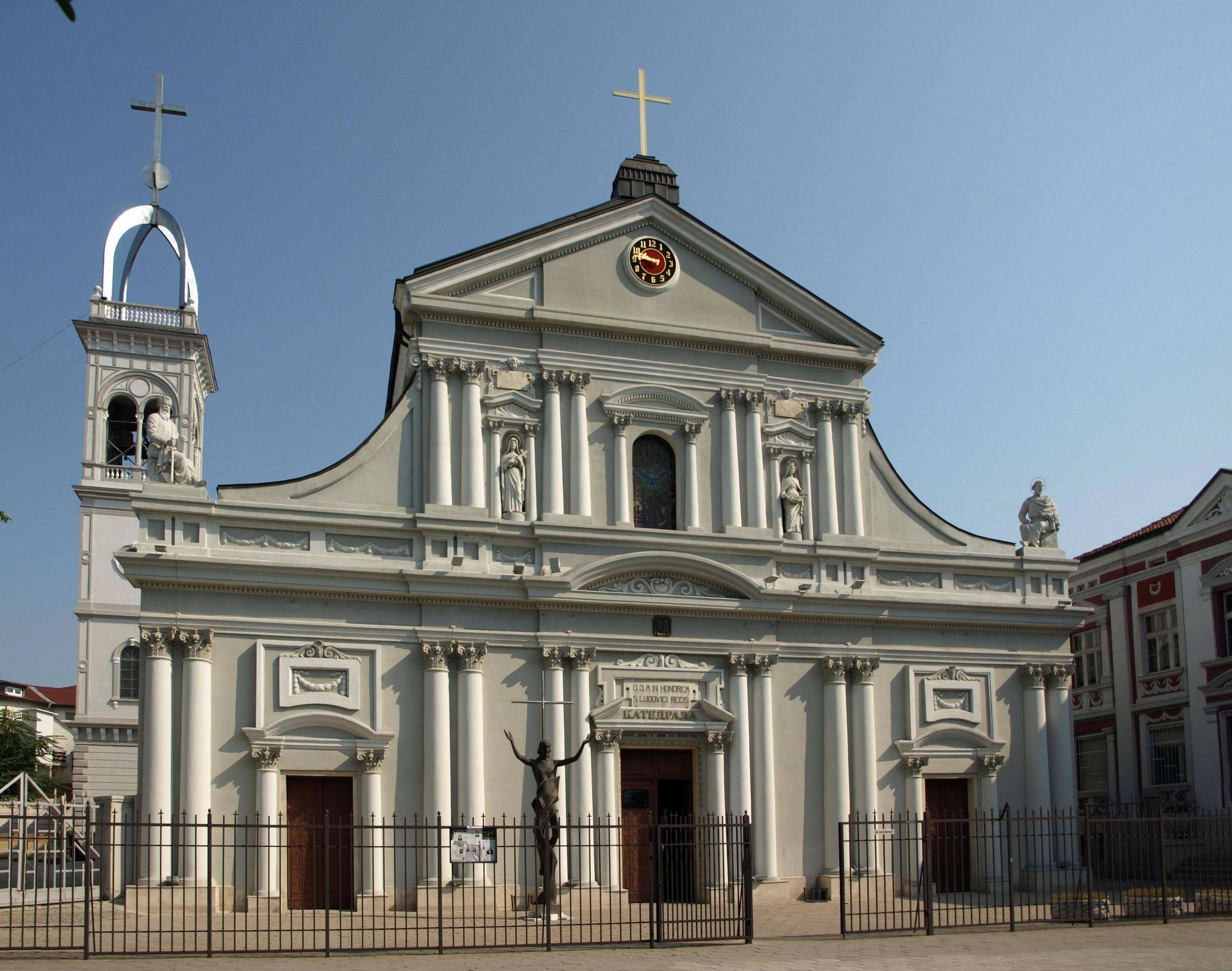
カトリック教会の聖ルイ大聖堂（St Louis Catholic Cathedral）

民族構成を見ると、プロヴディフにはブルガリア人、トルコ人、アルメニア人、ユダヤ人、ギリシャ人、ロマなどの多様な民族が住んでいる。1884年の国勢調査によると、ブルガリア人の人口比率は50.09%であり、以下トルコ人が21.36%、ギリシャ人が16.44%、ユダヤ人が6.48%、アルメニア人が2.93%などとなっている。バルカン戦争、第一次世界大戦の後、ギリシャ領の土地（マケドニア、西トラキア）から多くのブルガリア人が強制移住によってブルガリア国内に流入し、プロヴディフのブルガリア人人口は大幅に増加した。現在のプロヴディフにも、「ヴァルダルスキ」（Вардарски / Vardarski、「ヴァルダルの」）や「ベロモルスキ」（Беломорски / Belomorski、「エーゲ海の」）といった地名が残されている。ユダヤ人の多くは、1948年のイスラエル建国後に街を去った。現代のプロヴディフでは、ブルガリア人が人口の多数を占めており、次いでロマとトルコ人が多い。
住民の大多数はキリスト教徒であり、多くは正教会に属するが、少数のローマ・カトリック教会や東方典礼カトリック教会、プロテスタント諸派（セブンスデー・アドベンチスト教会、バプテスト教会など）の信徒もいる。この他にムスリムやユダヤ教徒もいる。プロヴディフには数多くのキリスト教会やモスク、シナゴーグがある。

## 行政
プロヴディフはプロヴディフ州の州都であり、プロヴディフ基礎自治体の行政府所在地であるとともに、隣接するマリツァ基礎自治体、ロドピ基礎自治体の行政府所在地でもある。2015年現在のプロヴディフ自治体の市長はIvan Totevである。また、プロヴディフは6つの区（ラヨン）に分かれており、それぞれの区長が区の行政を担っている。プロヴディフ自治体の議会には51の議員がおり、自治体の立法を担っている。議員は比例代表制によって選出される。プロヴディフ自治体の行政府は、議員の多数決で選ばれた市長と、5人の副市長、1人の行政長官からなる。副市長と行政長官は、それぞれ担当する部門の長となる。
「首都自治体および大都市の下位行政区分に関する法律」によって、プロヴディフ自治体は6つの区（ラヨン）に分けられている。それぞれの区長は、市議会の議決によって指名される。
プロヴディフの6つの区
- 中央区
- 北区
- 南区
- 東区
- 西区
- トラキヤ区

1969年、プロスラフ（Proslav）とコマテヴォ（Komatevo）の両村がプロヴディフの市街地に組み込まれた。1987年、プロヴディフ自治体から、市街地に含まれない周囲の村々を切り離し、マリツァ自治体、ロドピ自治体が成立した。両自治体の行政府は、プロヴディフに置かれている。両自治体の住民の間では、プロヴディフ自治体への復帰を望む声もある。

## みどころ
プロヴディフは一大文化拠点であり、市内には200を超える考古学的遺跡があり、うち30が国の重要指定をうけている。プロヴディフには2つのローマ劇場があり、また中世の城壁跡や塔、オスマン帝国の浴場（ハマム）やモスク、旧市街に立ち並ぶ保存状態の良い民族復興期の邸宅群、聖堂、細く入り組んだ石畳の路地が残されている。街には数多くの博物館、画廊や文化的機関が置かれ、音楽、演劇、映画などの文化的催しを主催している。
またプロヴディフは、バチコヴォ修道院（Bachkovo Monastery、南に30キロメートル）、スキー・リゾート地パンポロヴォ（Pamporovo、南に90キロメートル）や、ヒサリャ、バニャ（Banya）、クラスノヴォ（Красново）、ストレルチャなどの温泉地へのアクセスの起点となる。50を超えるホテルには合わせて7000床を超えるベッドがあり、この他にホステル等の各種宿泊施設がある。

### ローマ都市

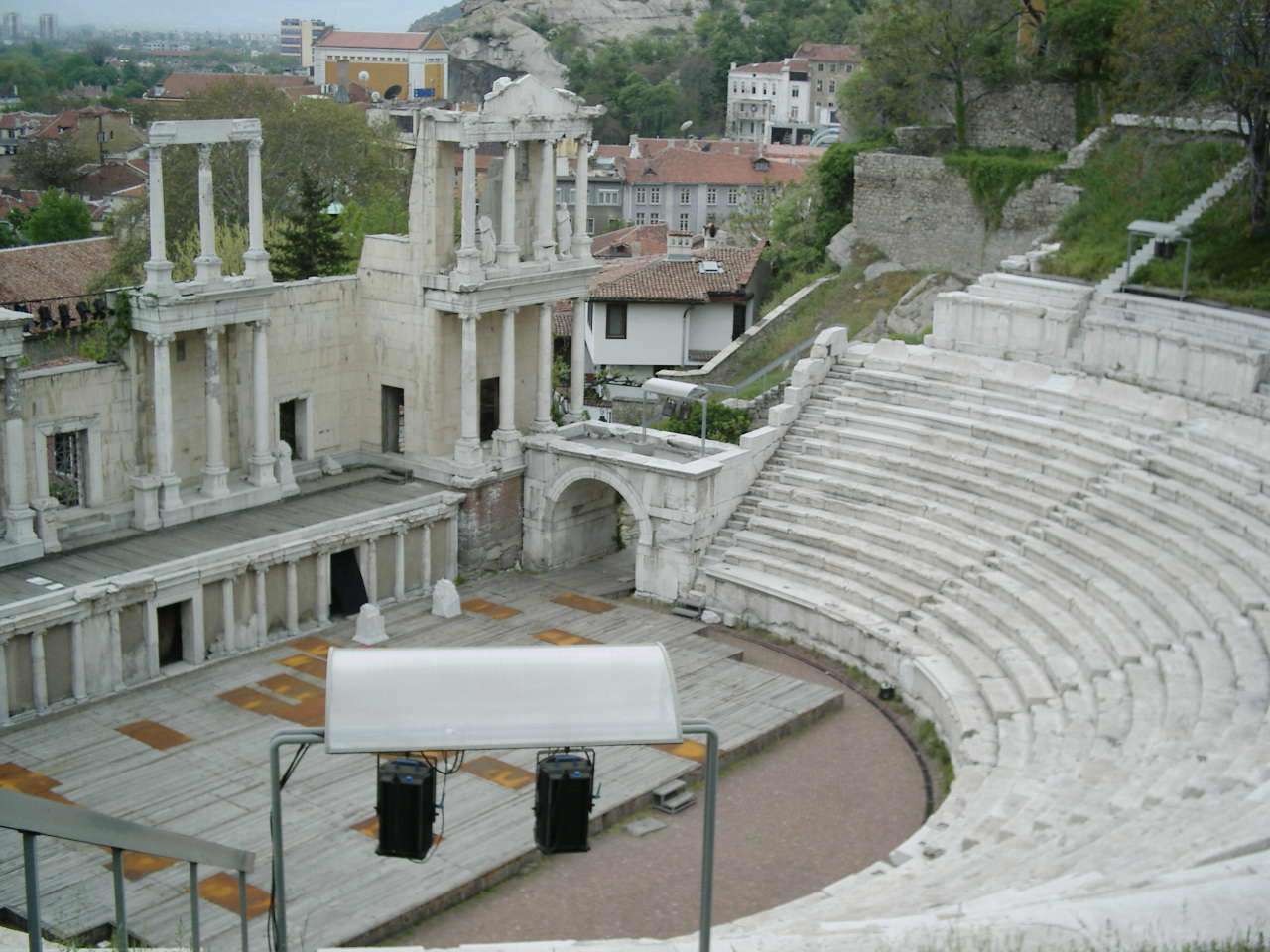
プロヴディフのローマ劇場

プロヴディフのローマ劇場は、ブルガリアで最も著名な古典古代の遺跡のひとつに数えられる。これは、ローマ帝国統治下の2世紀初頭に、皇帝トラヤヌスによって建造されたものである。ローマ劇場はジャンバス・テペとタクシム・テペの2つの丘のあいだに挟まれた鞍部に築かれている。客席は14列あり、直交する階段によって区切られている。この劇場の収容能力は7千人である。南側には3階建ての舞台があり、フリーズ、コーニス、像によって装飾が施されている。1968年から1984年にかけて、この劇場の調査、保存と修復が進められた。こんにちでは、ジュゼッペ・ヴェルディ・フェスティバルや国際民俗フェスティバルをはじめ多くの催しがこの舞台で開かれる。もうひとつのローマ劇場（オデオン）は2004年に修復が終わった。これは、2世紀から5世紀ごろに建てられたもので、350席を有する小さな劇場である。これは、はじめは市議会の建物として建造され、後に劇場として改修されたものである。

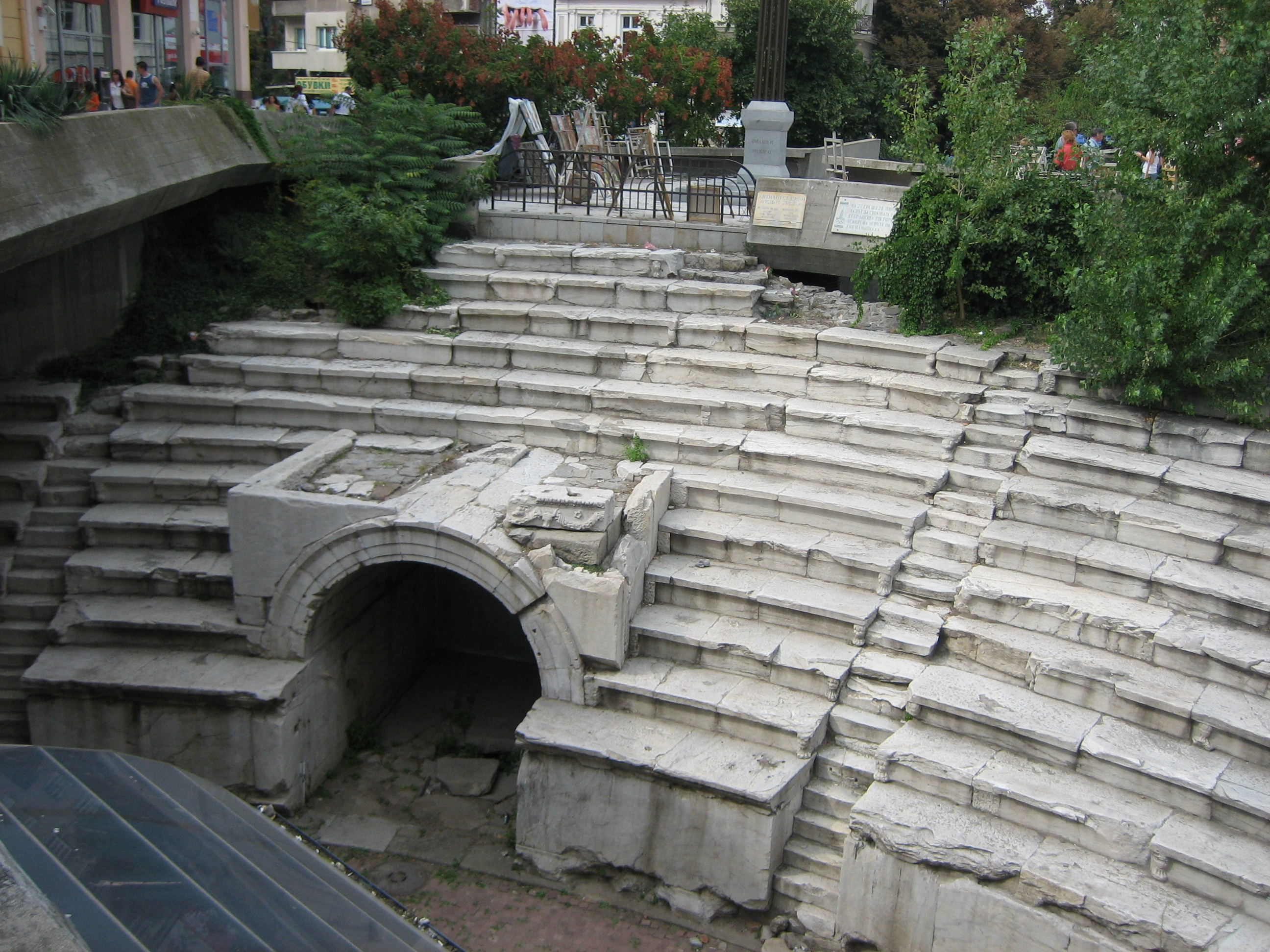
プロヴディフの円形競技場

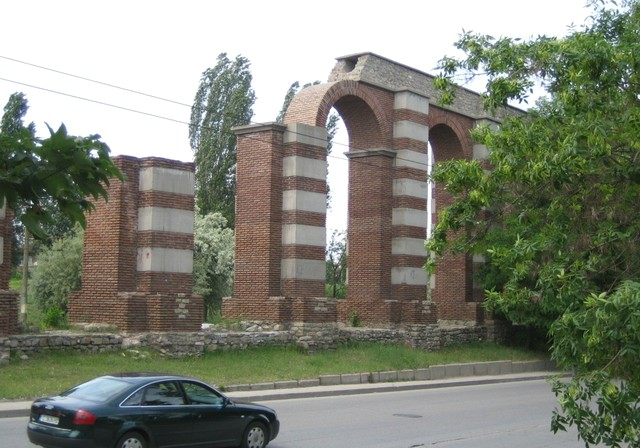
ローマ水道

プロヴディフの円形競技場（Roman Stadium）は、ローマ劇場と並ぶプロヴディフのローマ時代の重要な遺跡である。円形競技場は、サハト・テペとトリフルミエ地区のあいだに位置している。競技場は2世紀に建造されたもので、デルポイの競技場に倣ったものである。ローマ時代には、3万近くの闘技が行われたとみられる。その北東の一部分、13列の客席が今日もみられるが、その他の大部分はプロヴディフのメインストリートや周囲の建物の地下に眠っている。
ローマ時代のフォルムは紀元後1世紀のウェスパシアヌスの時代に建造が始まり、2世紀に完成された。フォルムは、オデオンや現在の郵便局の近くに残されている。11ヘクタールの広さをもち、周囲を店や建物に取り囲まれ、街路が集まる古代都市の中心部であった。
エイレーネー古代遺跡群（Eirene Archaeological complex）は、トリフルミエ地区の南側から、こんにちのアルヘオロギチェスキ地下道のある古代の街路跡の北にかけての一帯を占める古代遺跡群である。ここには、3世紀から4世紀の富裕層が所有した建造物跡が残されている。
ネベト・テペには、トリフルミエ（3つの丘）地区で最古の人の居住地である、紀元前12世紀のトラキア人の都市・エウモルピアスが残されている。これはバルカン半島全土でも極めて古い人の居住跡の一つである。神殿の周囲を取り囲む巨大な壁と、宮殿が発掘されている。この要塞で最も古い部分は大きな閃長岩のブロックで建造されており、「キュクロープスの建築」と呼ばれている。

### 博物館と保存地区
考古学博物館は1882年に東ルメリ人民博物館として創設された。博物館は、1928年にセアディネニエ広場に面する建物に移転した。この建物は19世紀にプロヴディフの建築家ヨーゼフ・シュニッター（Josef Schnitter）が手がけたものである。博物館には数多くのトラキア人の遺品が収蔵されている。「有史以前」、「古典古代」、「中世」の3部に分けられ、旧石器時代から初期オスマン時代（15世紀-16世紀ごろ）までの遺品が納められている。パナギュリシテの宝物（Panagyurishte treasure）として知られるトラキア人の宝物もこの博物館に納められている。

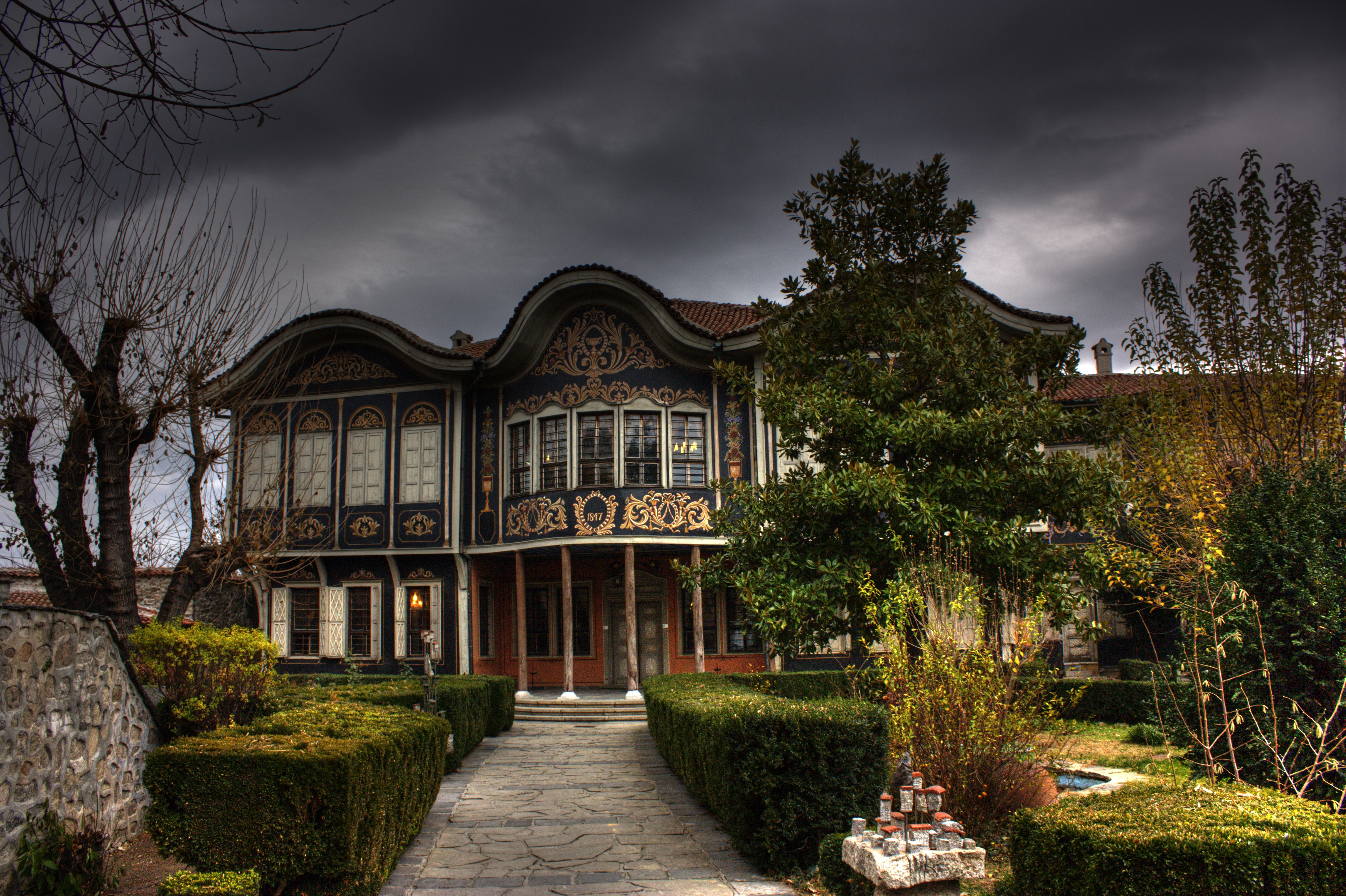
プロヴディフ地域民族誌学博物館

プロヴディフ地域歴史博物館（Plovdiv Regional Historical Museum）は1951年に設けられた博物館である。博物館は、プロヴディフおよびその周辺地域の16世紀から20世紀までの歴史的遺品に関する科学的・文化的な収集、保存、研究の機関として設立された。3つの建物で展示が行われている。プロヴディフ地域民族誌学博物館（en:Plovdiv Regional Ethnographic Museum）は1917年に市立邸宅博物館として創設され、1943年10月14日に旧市街の家屋に移転した。1949年に市立邸宅博物館は人民民族誌学博物館に改組され、1962年に改築された。博物館には4万点を超える収蔵品が納められている。
自然科学博物館は1955年に、1880年建造の旧市役所の建物に開設された。同博物館は、古生物学、鉱物学、植物学の分野の収蔵品を豊富に集め、これらの分野においてブルガリアで最も重要な博物館のひとつに数えられる。博物館には、野生生物に関する展示や、40種の魚が住むブルガリア最大の淡水水槽などがある。ロドピ山脈の鉱物のコレクションもある。
航空博物館は1991年9月21日に、街の中心から12キロメートル北東に位置するクルモヴォ航空基地の敷地内に開設された。博物館には59機の航空機と、屋内外の展示がある。
プロヴディフ旧市街には、ブルガリア民族復興期の建築物が立ち並び、地区は歴史的保存地区に指定されている。旧市街はトリフルミエ（「3つの丘」の意味、ネベト・テペ、ジャンバス・テペおよびタクシム・テペ）地区にある。旧市街にあるほぼ全ての家屋が、民族復興期に特徴的な内装・外装を備えている。

### キリスト教聖堂とモスク
プロヴディフには、19世紀に建てられた、数多くの正教会の聖堂が建っている。聖コンスタンティン・聖エレナ聖堂（Church of St Constantine and Helena）、聖マリナ聖堂、聖ネデリャ聖堂、聖ペトカ聖堂、生神女聖堂（Church of the Holy Mother of God）はいずれもこうした正教会の聖堂である。カトリック教会の聖堂である聖ルイ大聖堂もある。この他に、現代的なバプテスト教会、メソジスト教会、長老派教会やその他のプロテスタント諸派の教会堂や、古い様式のアルメニア教会の聖堂もある。オスマン帝国時代に建てられたモスクが2つ残されており、うちジュマヤ・モスクは、ムーア人の支配を受けたスペイン以外ではヨーロッパ最古のイスラム教のモスクである。ユダヤ教のシナゴーグもある。

## 文化

### 演劇と音楽

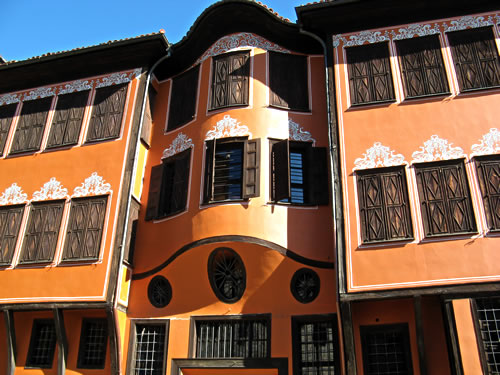
旧市街の家屋

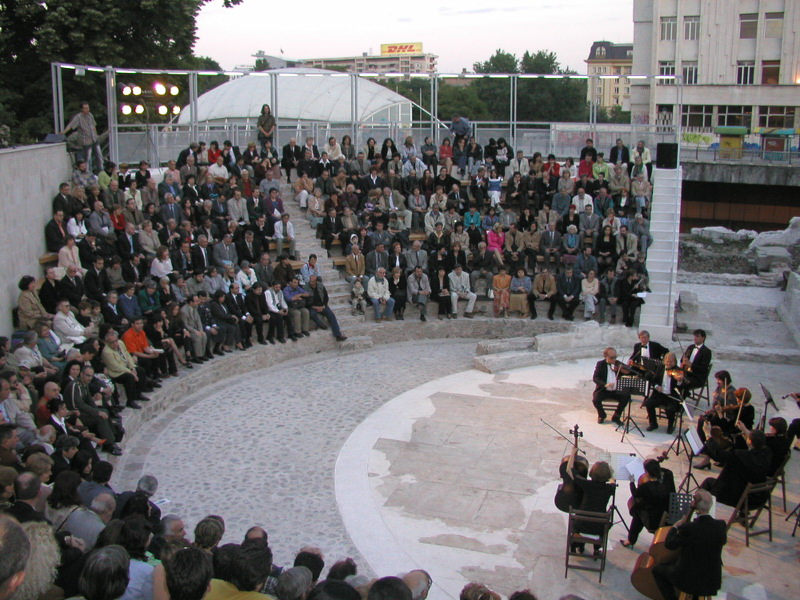
オデオン（ローマ劇場）でのイベント

プロヴディフ劇場は、その起源を1881年に創設されたブルガリア初のプロの劇団に求めることができる。プロヴディフ人形劇場は1948年に創設されたもので、ブルガリアにおけるこの分野の先駆けとなった機関である。プロヴディフ・オペラは1953年に創設された。
この他のプロヴディフの文化を代表する存在として、プロヴディフ・フィルハーモニーがあり、これは1945年に設立されたものである。ドミートリイ・ショスタコーヴィチ、スヴャトスラフ・リヒテル、ムスティスラフ・ロストロポーヴィチ、ユーリイ・ブコフ、ミンチョ・ミンチェフなどのソロイストが、プロヴディフ・フィルハーモニーと共に仕事をした。楽団はヨーロッパのほぼ全ての国を訪れている。トラキヤ民俗合奏団は1974年に設立され、ブルガリア国内で数多くのコンサートをこなしたほか、42箇国での仕事を経験してきている。トラキア伝統音楽合唱団はグラミー賞にノミネートされたことがある。デツカ・キトカ合唱団（Detska Kitka Choir）は、古くから続く著名な少年合唱団であり、数多くの国際的な合唱大会での受賞歴を持つ。

### 文学
プロヴディフは、ブルガリアで第一級の文学の拠点となっている。1855年にフリスト・G・ダノフ（Hristo G. Danov）がブルガリアで初の出版社、そして印刷会社をこの地で興した。文学拠点としてのプロヴディフの歴史は、国内で初の公共図書館であるイヴァン・ヴァゾフ国立図書館（Ivan Vazov National Library）や、市内に19あるチタリシテ（chitalishta、公民館施設）、数多くの書店や出版社の存在に見て取れる。図書館は1879年に設けられ、著名なブルガリア人の作家・詩人であるイヴァン・ヴァゾフ（Ivan Vazov）の名をとって命名された。ヴァゾフはここで5年間を過ごし、彼の代表的な作品を著した。イヴァン・ヴァゾフ国立図書館は、こんにちのブルガリアにおいて2番目に大きな国立の図書館であり、150万を超える書籍を収蔵し、ブルガリアやその他のヨーロッパ諸国の貴重な書物を保有している。

### 芸術

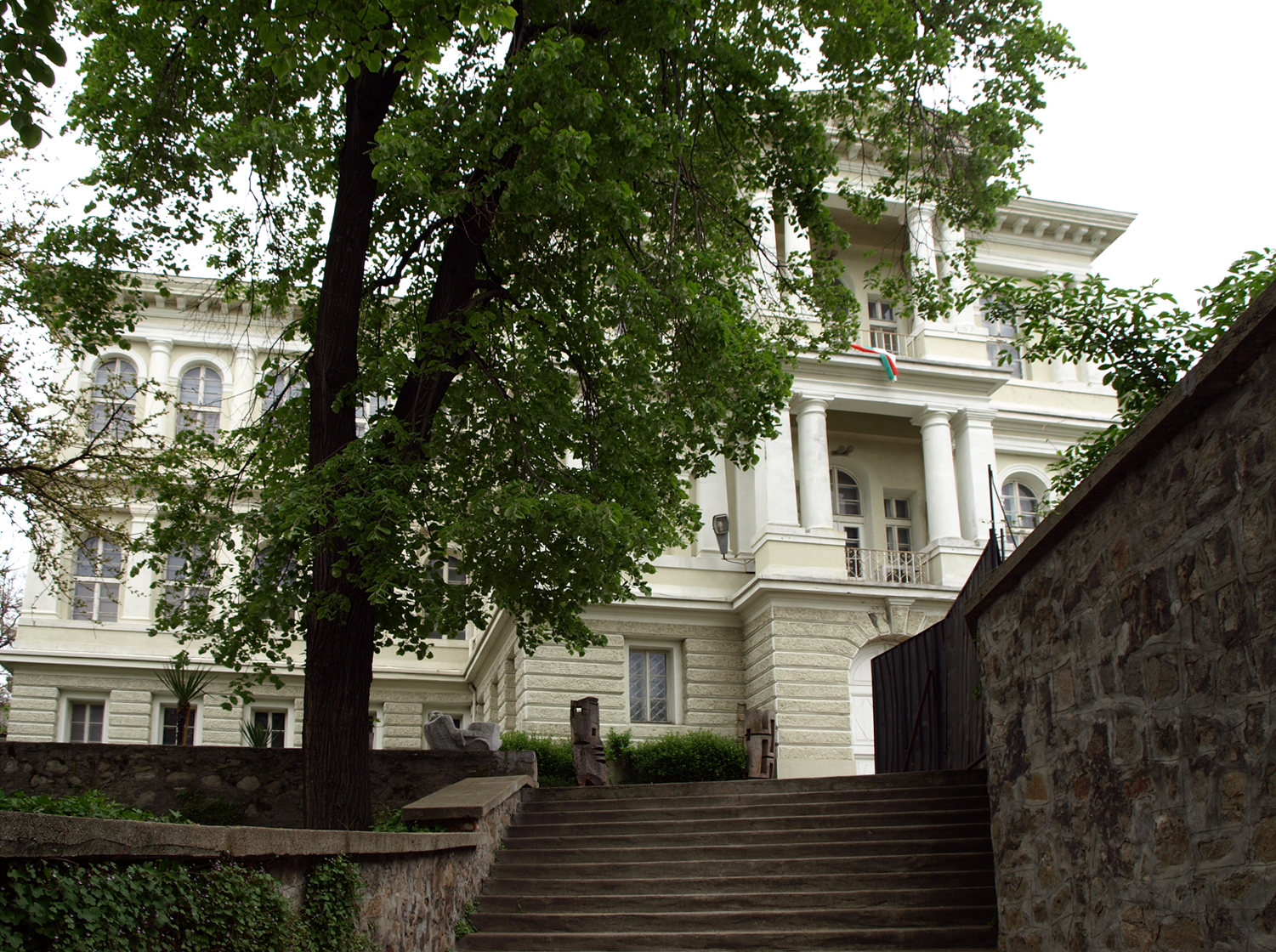
プロヴディフ・アート・ギャラリー

プロヴディフは中世以来の図像学の伝統を有している。民族復興期には、数多くのイコン画家（ゾグラフィ、зографи / zografi）がこの地に集まり、活動した。ディミタル・ゾグラフ（Dimitar Zograf）とその息子ザフィル・ゾグラフ（Zafir Zograf）、ザハリ・ゾグラフ（Zahari Zograf）、ゲオルギ・ダンチョフ（Georgi Danchov）らがこの地で活動を行った。ブルガリア解放後は、チェコ人の生まれであるブルガリアの画家・イヴァン・ムルクヴィチュカ（Ivan Mrkvička）がこの地に移住して活動した。1912年にはブルガリア南部出身の画家たちによって画家協会が設立され、ズラテュ・ボヤジエフ（Zlatyu Boyadzhiev）、シラク・スキトニク（Sirak Skitnik）、ツァンコ・ラヴレノフ（Tsanko Lavrenov）らが協会に所属した。
こんにち、市内には30の画廊がある。プロヴディフ・アート・ギャラリーは19世紀に設立されたものである。同ギャラリーは4つの建物に合わせて5千を超える芸術作品を保有している。1981年には、ブルガリア建国1300年を祝してメキシコの画家たちから作品が寄贈され、これを収蔵するセクションが新たに設けられた。

## 経済

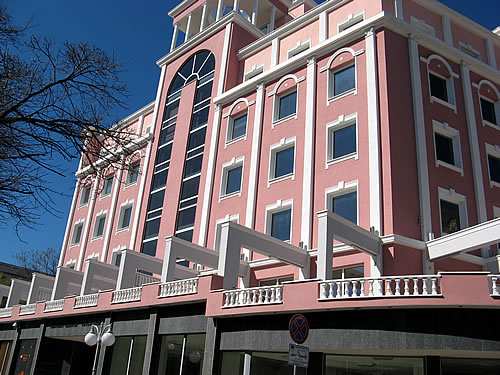
プロヴディフの新しいビジネス街

豊かな農耕地帯の中央に位置するプロヴディフは、20世紀初頭より産業の拠点として発展してきた。食品加工や、タバコ、醸造、繊維は、この地域の産業の中心を占めてきた。共産党支配下の時代には、市の産業は大幅に強化され、その中心は重工業へと移った。こんにちでもプロヴディフでは鉛や亜鉛の精錬、機械、電子機器、貨物自動車の製造、化学工業、化粧品製造などの産業がある。1989年の共産主義体制終焉とそれによる計画経済の頓挫によって、数多くの製造拠点が閉鎖に追い込まれた。
プロヴディフは、ブルガリア全土で最も急速に発展している地域のひとつであり、域内総生産は年率12%-13%程度である。2005年の時点で、域内総生産は94億レヴァ（およそ48億ユーロ）であり、2001年の水準の188%に相当する。この期間に利益の大きさは4.5倍にまで拡大している。失業率は6.5%であり、国内平均よりも低い。ただし、自治体の境界がほぼ市街地と重なっており、自治体の領域が純粋に都市部のみによって形作られているという事情もある。投資は順調に伸びで2005年には4億6500万ドルに上っており、産業の一部は周囲のマリツァあるいはロドピ自治体に移転し、ラディノヴォ（Radinovo）の工業地帯などを形成している。
1990年代末になると再び経済は拡大に転じ、街やその郊外、主にマリツァ自治体に工場が建つようになった。この時代には、新しい工場を建てるために総額で5億ユーロが投資された。その中には、1850人を雇用し年に45万個の冷蔵庫を製造するリープヘルの工場や、2000人を雇用するソコタプ（Socotab）のタバコ工場、500人を雇用し年間50万台を製造する自転車工場、シュナイダーエレクトリックの電子工場、バイオディーゼル・プラント、ブルサフィル（Bulsaphil）繊維工場（従業員790人）の他、CDプレーヤーやその他の電子機器の製造工場などがある。バルカン半島で最大の電子工場が郊外のヴォイヴォディノヴォ（Voivodinovo）で操業を始めている。
ビジネス・オフィス需要に応えるために、トラキヤ区に新たにビジネス・パーク・プロヴディフが建設される予定である。68百万ユーロが投じられ、11万平方メートルを占めるビジネス地区が造成される予定である。また、街の北西に位置するラディノヴォ（Radinovo）には、5万平方メートルを占める商業・工業地区が造成される予定である。

### 商業
商業部門は急速に発展している。中央区およびトラキヤ区を中心に、新しいショッピング・センターが建てられている。代表的なものとして「グランド」や、カピタン・ライチョ通りにある「Market Center」ほか2つのショッピング・センター、トラキヤのフォーラム、エクセルシオールなどがある。また建造中のショッピング・センターもあり、4千万ユーロが投じられ、4万平方メートルの広さち11の映画館、700台収容の駐車場を持つ施設の建設が進められている。また、5千万ユーロを投じて建設が進められるセントラル・モール「マルコヴォ・テペ」や、6千万ユーロを投じてトラキヤ区にもショッピング・モールとホテルの複合施設を建設中であり、この他にも計画中や建造中の施設がある。
郊外にはメトロ、カウフラント（Kaufland）、サニ（Sani、アウトレット）、プラクティケア（Praktiker）、ビラ（Billa）、ミスター・ブリコラージュ（Mr. Bricolage）、バウマックス（Baumax）、テクノポリス（Technopolis）、テクノパーク・ヨーロッパ（Technopark Europa）などの大型量販店が出店している。街のショッピング需要の中心となるのは旧市街などの街の中心地区であり、多くの販売店、カフェ、レストランなどが立ち並ぶ。旧市街には多くのカフェや工房、おみやげ物店があり、中心地区の細い路地は「カパナ」（Капана、「罠」の意味）と呼ばれている。
プロヴディフ国際フェア（Plovdiv International Fair）は1892年以降毎年開催されており、ブルガリアをはじめ南東ヨーロッパで最も古くから続く国際フェアである。13万8千平方メートルの展示会場では各国の企業が集まって様々な展示を行われる。フェアには、マリツァ川北岸の35万2千平方メートルが会場として利用される。フェアには各国から60万人が訪れている。
街には1987年以降免税区域が設けられ、鉄道や自動車輸送の貨物を扱う税関ターミナルがある。

## 交通

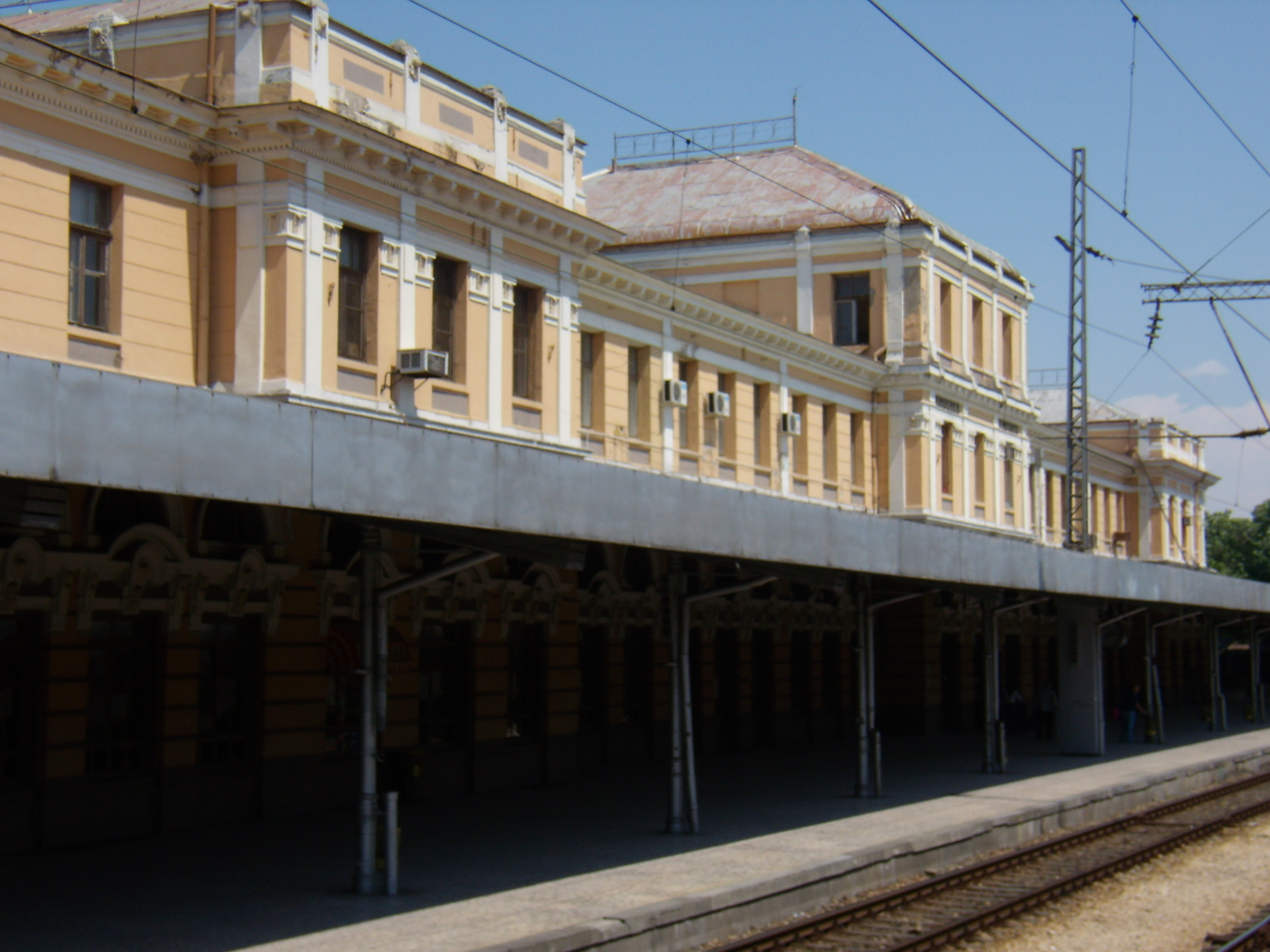
プロヴディフ中央駅

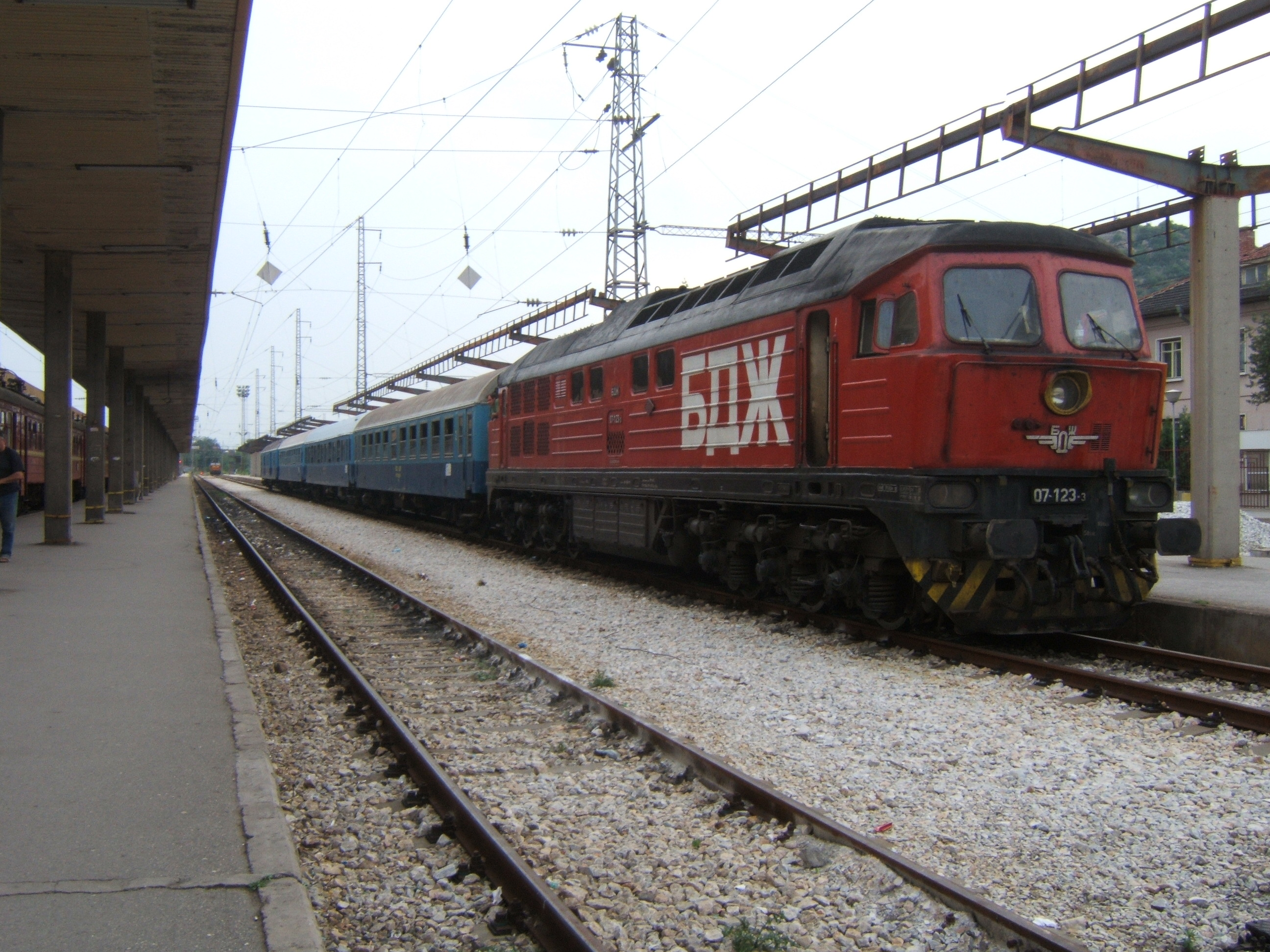
プロヴディフ中央駅

プロヴディフは国際的な交通の拠点となる場所に位置している。10本ある汎ヨーロッパ回廊のうち3本がプロヴディフの近くを通っている。その3本はそれぞれ汎ヨーロッパ回廊IV（ドレスデン - ブカレスト - ソフィア - プロヴディフ - イスタンブール）、汎ヨーロッパ回廊VIII（ドゥラス - ソフィア - プロヴディフ - ヴァルナ/ブルガス）、汎ヨーロッパ回廊X（Corridor X、ザルツブルク - ベオグラード - プロヴディフ - イスタンブール）である。プロヴディフは地域の観光拠点として、背後に広がるロドピ山脈を訪れる観光客たちの拠点ともなっている。
プロヴディフは、ブルガリアにおける道路および鉄道交通のハブとなっている。トラキヤ高速道路（A1）は、街のわずか5キロメートル北を走っている。この道路は、ソフィアからプロヴディフ、スタラ・ザゴラを経て港町のブルガスとを結ぶ重要な路線である。この他に、第1級の幹線道路が西にはソフィアへ、北にはカルロヴォへ、南にはアセノヴグラト、クルジャリへ、そして東にはスタラ・ザゴラ、ハスコヴォへと伸びている。都市間交通を支える長距離バスは、プロヴディフから周辺の町・村や国内の他の都市、そして国外の主要都市へと結ばれている。プロヴディフには3つのバスステーションがあり、それぞれ北、南、ロドピと呼ばれている。

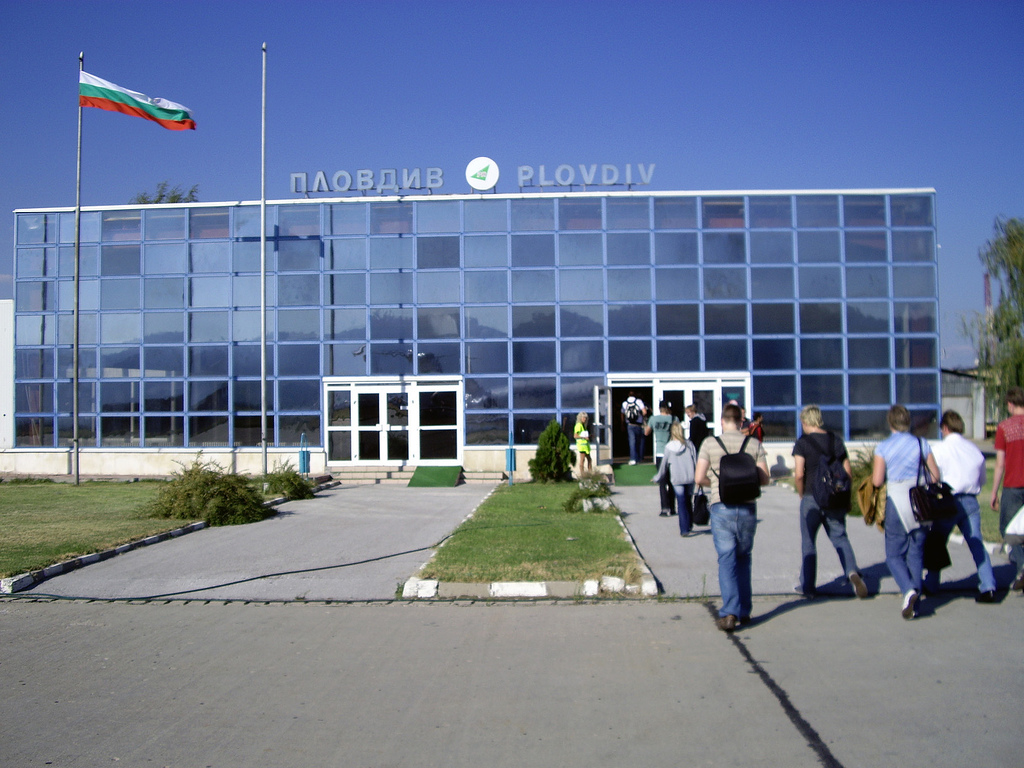
プロヴディフ国際空港

鉄道の駅は、1872年にリュビメツ・ベロヴォ鉄道の一部として開業した。現在、プロヴディフからはソフィア、パナギュリシテ、カルロヴォ、ペシテラ、スタラ・ザゴラ、ディミトロヴグラト、アセノヴグラトなどへと結ばれている。中央駅の他に、トラキヤ駅、フィリポヴォ駅、貨物駅の3駅がある。
プロヴディフ市内の公共交通システムはよく発達しており、40のトロリーバス路線などがある。市内を流れるマリツァ川には、鉄道橋や屋根付橋を含めて全部で6つの橋がかかっている。プロヴディフは、同地から南、南西および北に伸びる幹線道路をつなぐ交点にあたる。
プロヴディフ国際空港は、町から南東に5キロメートルのところにあるロドピ自治体のクルモヴォ村（Krumovo）に位置している。空港については、現代化と拡張の計画がある。この他に、街の北にあるグラフ・イグナティエヴォ（Graf Ignatievo）の空軍基地をはじめ、複数の小規模な空港が付近にある。

## スポーツと娯楽

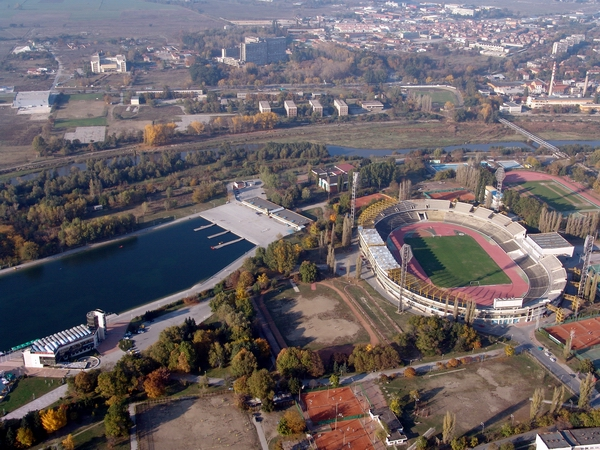
秋のプロヴディフ・スポーツ・コンプレックス

プロヴディフ・スポーツ・コンプレックスは、東ヨーロッパで最大の複合運動施設である。同施設にはプロヴディフ・スタジアム（Plovdiv Stadium）に加えて複数のサッカー・コート、テニス・コート、プール、3キロメートルの長さを持つボート競漕場、レストラン、カフェなどがある。この施設は街の西部、マリツァ川のすぐ南のところにある。また、子どものための遊技場も備えている。施設は、散歩やジョギング、その他のリラクゼーションのために、プロヴディフ市民や、市外から訪れる人々がよく利用している。プロヴディフ・スタジアムは5万5千人を収容し、ブルガリアで最大のサッカー競技場である。
この他にプロヴディフには、フリスト・ボテフ・スタジアム（2万2千人収容、Botev Stadium）、ロコモティフ・スタジアム（1万1千人収容）、マリツァ・スタジアム（5千人収容）、トドル・ディエフ・スタジアム（7千人収容）といった競技場がある。6つの屋内体育館（ロコモティフ、ドゥナフ、ストロイテル、チャイカ、アカデミク、トータル・スポール）もある。2006年、街の中心の近くにアクアランドという名のウォーター・パークが開業した。この他にもいくつかの小規模なウォーター・パークが市内に点在している。

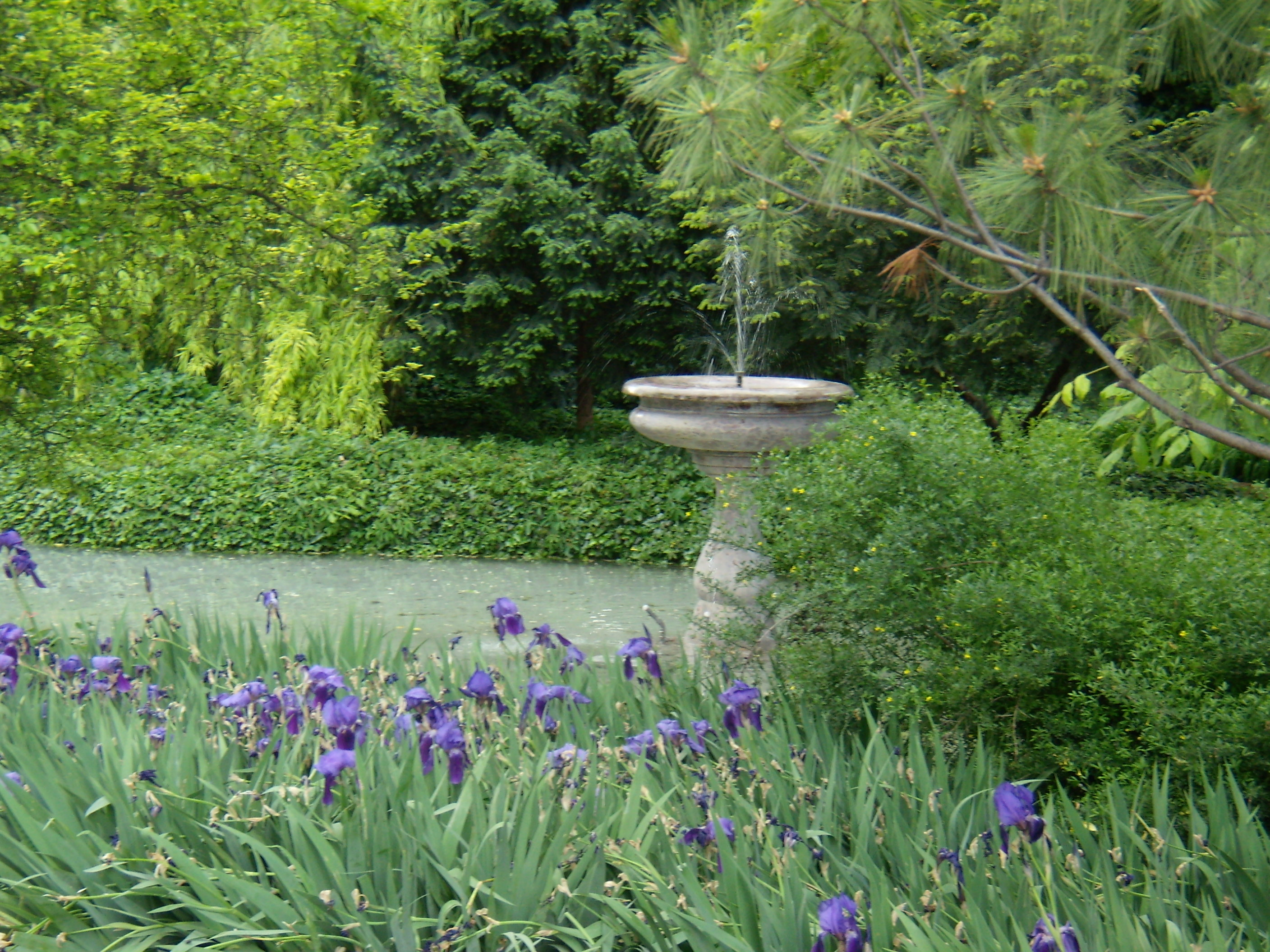
市庭園

街で最も人気のあるスポーツはサッカーである。プロヴディフには4つのプロのサッカー・クラブがある。ボテフ・プロヴディフ（Botev Plovdiv）は1912年に創設され、高名なブルガリアの詩人で革命家のフリスト・ボテフにちなんで命名された。PFCロコモティフ・プロヴディフ（PFC Lokomotiv）は1936年に創設された。両クラブともにブルガリアの最上位リーグの常連であり、両チーム間のライバル意識は、ソフィアを本拠地とするレフスキ・ソフィアとPFC CSKAソフィアよりも激しいと言われている。この他に、マリツァ・プロヴディフ（1922年創設、Maritsa Plovdiv）、スパルタク・プロヴディフ（1947年創設、Spartak Plovdiv）というサッカー・クラブもある。
プロヴディフは、1949年から国際的なボクシングのトーナメント大会「ストランジャ」の主催地となっている。2007年大会では、96人のボクサーが20箇国からトーナメントに参加している。街には競馬クラブと競馬場もある。また、複数のバレーボールおよびバスケットボールのチームもある。
街の7つの丘のうち3つは1995年以降、自然保護区に設定されている。ブルガリアで最初期の公園のうちの2つがプロヴディフの中心街にあり、それぞれツァル・シメオン庭園（市公園）、ドンドゥコフ庭園と呼ばれている。より大規模な公園としては、植物園、ベリス・ブレジ公園、リブニツァ公園、ラウタ公園がある。

## プロヴディフ出身の人物
- ペータル・ストヤノフ - 元ブルガリア大統領
- ステフカ・コスタディノワ - 走り高跳び選手
- ギンカ・ザゴルチェワ - 陸上競技選手
- フリスト・ストイチコフ - サッカー選手
- フリスト・ボネフ - サッカー選手、元ブルガリア代表監督
- マリア・ペトロバ - 新体操選手
- ベンツィスラフ・シメオノフ - バレーボール選手
- ツヴェタナ・ピロンコワ - テニス選手
- フリスト・ランブレフ - ロックバンド「シグナル」キーボード
- トドル・アレクシエフ-バレーボール選手
- バレリー・ディミトロフ-空手選手
- ミロスラフ・バルニャシェフ - プロレスラー

## 姉妹都市
| - ブルノ、チェコ - ブルサ、トルコ - コロンビア (サウスカロライナ州)、アメリカ合衆国 - 大邱広域市、大韓民国 - ギュムリ、アルメニア - イスタンブール、トルコ - コシツェ、スロヴァキア - クマノヴォ、マケドニア共和国 - クタイシ、ジョージア - ライプツィヒ、ドイツ | - 洛陽、中華人民共和国 - 天津、中華人民共和国 - オフリド、マケドニア共和国 - 岡山市、日本 - ペトラ、ヨルダン - ポズナン、ポーランド - ローマ、イタリア - サンクトペテルブルク、ロシア - テッサロニキ、ギリシャ - バレンシア、ベネズエラ - ジッダ、サウジアラビア |